# Sivatagi patkánykenguru
A sivatagi patkánykenguru (Caloprymnus campestris) az emlősök osztályának Diprotodontia rendjébe és a patkánykenguru-félék (Potoroidae) családjába tartozó kihalt faj. A  nem egyetlen faja volt.

## Elterjedése
Ausztrália területén volt honos. A természetes élőhelye száraz, sivatagos térségben volt. 1935 óta nem látták a faj egyetlen egyedét sem.

## Megjelenése
Mérete megegyezett egy macskáéval.

## Életmódja
Rovarokkal táplálkozott.